# Carex scopulorum
Carex scopulorum là một loài thực vật có hoa trong họ Cói. Loài này được Holm mô tả khoa học đầu tiên năm 1902.